# Colli Euganei Fior d'Arancio passito
Le Colli Euganei Fior d'Arancio passito est un vin blanc liquoreux  italien à base de raisins passerillé de la région Vénétie doté d'une appellation DOC depuis le 16 aout 1995. Seuls ont droit à la DOC les vins blancs récoltés à l'intérieur de l'aire de production définie par le décret.

## Aire de production
Les vignobles autorisés se situent en province de Padoue dans les communes de Arquà Petrarca, Galzignano Terme, Torreglia et en partie dans les communes de Abano Terme, Montegrotto Terme, Battaglia Terme, Due Carrare (San Giorgio), Monselice, Baone, Este, Cinto Euganeo, Lozzo Atestino, Vò, Rovolon, Cervarese Santa Croce, Teolo et Selvazzano Dentro dans les Monts Euganéens. Le vignoble Bagnoli di Sopra est à quelques kilomètres. La région est située au sud-ouest de Padoue. La superficie plantée de vignes est de 1 300 hectares.
- Voir aussi les articles Colli Euganei Fior d'Arancio et Colli Euganei Fior d'Arancio spumante.

## Caractéristiques organoleptiques
- couleur : jaune doré brillant
- odeur: très aromatique, intense, complexe, caractéristique, légèrement musquée
- saveur: liquoureux, très aromatique

Le Colli Euganei Fior d'Arancio passito se déguste à une température de 5 à 6 °C et se boit jeune.

## Production
Province, saison, volume en hectolitres :
- pas de données disponibles